# Temps nouveau
Ne doit pas être confondu avec Les Temps nouveaux.
Temps nouveau est une revue éditée durant la Seconde Guerre mondiale à Lyon qui prend la suite de Temps présent, qui a arrêté sa parution avec la guerre. Conservant une orientation démocrate chrétienne opposée au nazisme, la revue dut composer avec la censure avant d'être finalement interdite. 

## Histoire
Stanislas Fumet directeur de Temps présent, s'est réfugié à Lyon lors de la débâcle de l'été 1940 et décide de faire reparaître la revue sur place. Il obtient l'autorisation du gouvernement de Vichy de le faire, Pierre Laval ne voulant probablement pas déplaire au cardinal Gerlier, qui a lui approuvé l'entreprise. 
Malgré l'apparition de la censure, il maintient la ligne éditoriale d'avant-guerre, fermement anti-nazie et démocrate. Comme de nombreuses personnalités de l'ancienne revue lui manquent (ainsi Maurice Schumann a déjà rejoint la France libre), Fumet réunit une équipe proprement lyonnaise pour relancer les parutions. Cruvillier, Terrenoire sont ainsi des catholiques démocrates lyonnais déjà très actifs avant guerre au sein des plusieurs mouvements catholiques. Louis Terrenoire devient ainsi le rédacteur en chef de la revue. 
Les éditions sont complétées par des articles issus de personnalités variées, souvent également lyonnaises, telles Hubert Beuve-Méry ou Joseph Hours.
La revue nait le jour de Noël 1940. Elle est portée par une association des amis de Temps nouveau qui organise des réunions et des conférences. 

## Ligne éditoriale
Temps nouveau est une revue politique et littéraire, dont le but est de défendre la chrétienté face au nazisme. Il s'agit d'une revue promouvant l'intelligence, l'histoire et les traditions intellectuelles françaises. Premier organe de résistance catholique, il apparait à contre-courant d'une ambiance de résignation et de contrition portée par la plupart des autorités religieuses.
Sur quatre pages la revue est composée d'une première page avec un éditorial, d'une seconde avec des articles de spiritualité et de nouvelles militaires et diplomatiques, d'une troisième littéraire et artistique et d'une dernière politique et sociale.
Le ton général est celui de l'allusion et l'ironie.

## Personnalités
- Stanislas Fumet
- Louis Cruvillier
- Louis Terrenoire
- Hubert Beuve-Méry
- Joseph Hours